# Thorsten Meiser
Thorsten Meiser (* 1967) ist ein deutscher Psychologe.

## Leben
Er erwarb 1992 das Diplom im Fach Psychologie an der Universität Bonn, 1997 die Promotion an der Universität Heidelberg und 2004 die Habilitation an der Universität Jena. Von 2007 bis 2009 war er Professor für Psychologische Methodenlehre an der Universität Marburg. Seit 2009 ist er Professor für Psychologische Methodenlehre und Diagnostik am Fachbereich Psychologie der Universität Mannheim.
Seine Forschungsinteressen sind Item Response-Theorie und Analyse latenter Antwortprozesse, statistische Modellierung kognitiver Prozesse, episodisches Gedächtnis, prospektives Gedächtnis und Metakognition und Kontingenzlernen, Urteilsbildung und Entscheidungsverhalten.

## Schriften (Auswahl)
- Loglinear Rasch models. Theory and applications in longitudinal research. Bonn 1993, OCLC 75397622.
- mit Edgar Erdfelder, Rainer Mausfeld und Georg Rudinger: Handbuch Quantitative Methoden. Weinheim 1996, ISBN 3-621-27280-1.
- Arbeitsgedächtnis und Changing-State-Hypothese. 1997, OCLC 68115007.
- mit Klaus Fiedler und Peter Freytag: Pseudocontingencies. An integrative account of an intriguing cognitive illusion. Mannheim 2009, OCLC 555448538.